# Alter Ego (album)
Pour les articles homonymes, voir Alter ego (homonymie).
Albums de Amanda Lear
Cadavrexquis Back in Your Arms
Alter Ego  est le onzième album studio d'Amanda Lear sorti en France en 1995.
Il a été enregistré en 1995 au Métropolis Studio de Milan. Cet album contient entre autres les singles I'll Miss You et Peep!.

## Titres
- 1. "Alter Ego" (M. Gordon - A. Lear) - 2:01
- 2. "Angel Love" (M. Gordon - J. Jordan - A. Lear - H. Schmidt) - 4:36
- 3. "Love Me, Love Me Blue" (G. Scalamogna - A.Lear) - 3:48
- 4. "Muscle Man" (M. Gordon - H. Schmidt - A. Lear) - 4:15
- 5. "This Man (Dali's Song)" (M. Gordon - A. Lear) - 4:34
- 6. "Peep!" (M. Gordon - A. Lear - H. Schmidt) - 3:56
- 7. "Everytime You Touch Me" (A. Lear - M. Gordon - A. Lear - H. Schmidt) - 3:43
- 8. "On The Air Tonight" (P. Bardens - P. Bardens) - 3:34
- 9. "Rien Ne Va Plus" (R. Costa - A. Lear - H. Schmidt) - 3:46
- 10. "Go Go Boy (When I Say Go)" (M. Gordon - A. Lear) - 2:01
- 11. "Dance Around The Room" (P. Bardens - P. Bardens) - 4:04
- 12. "I'll Miss You" (I. Polizzy - C. Natili - M. Ramoino - A. Lear - H. Schmidt) - 3:34
- 13. "Alter Ego (Part 2)" (M. Gordon - A. Lear) - 2:0

## Production

### Album CD
- Allemagne - 1995 : ZYX 20375-2 ZYX Music, Mint Records.
- Allemagne - 2001 : GDC 20375-2 ZYX Music, Mint Records.
- Italie - 1995 : 74321 377752 Giungla Records.
- Italie - 1997 : CDDV 6126 DV More.

### Singles extraits de l'album
- Maxi 45 Tours
  -  Allemagne - 1995 : "Everytime You Touch Me" (Long Mix) *** / (Underground Version) *** / "What A Boy" / (Radio Version) (référence ZYX Music 7636-12)
  -  Allemagne - 1995 : "Peep!" (22:15 Saturday Night Mix) *** / (Undercover Version) *** / (Instrumental Passion Mix) *** / "On The Air Tonight" (référence ZYX Music ZYX 7975-12)
  - *** versions non incluses dans l'album.

- Maxi CD
  -  Allemagne - 1995 : "Everytime You Touch Me" (Radio Version) / (Long Mix) *** / (Underground Version) *** / "What A Boy" (référence ZYX Music ZYX 7636-8)
  -  Allemagne - 1995 : "Peep!" (Radio Version) / (22.15 Sunday Night Mix) / (Undercover Version) / (Instrumental Passion Mix) / "On The Air Tonight" (référence ZYX Music ZYX 7975-8)
  -  Allemagne - 1996 : "Angel Love" (Radio Version) / (Maxi Mix) *** / (Club Mix) ** / (Instrumental) *** (référence ZYX Music ZYX 8460-8)
  -  Allemagne - 1996 : "I'll Miss You" (Love Version) ** / "Never Trust A Pretty Face" (1978) / "Lili Marleen" (1978) (référence BMG-Ariola 74321 64070 2 - Promo)
  -  Italie - 1995 : "Everytime You Touch Me" (Radio Version) / (Underground Version) *** / (Long Version) *** / (Underground Instrumental Version) ** (référence Giungla Records / BMG 74321-27505-2)
  - *** versions non incluses dans l'album.